# Amyema gibberula
Amyema gibberula är en tvåhjärtbladig växtart som först beskrevs av Tate, och fick sitt nu gällande namn av Danser. Amyema gibberula ingår i släktet Amyema och familjen Loranthaceae. Utöver nominatformen finns också underarten A. g. tatei.